# Ligne 4 (S-Bahn Rhin-Main)
Pour les articles homonymes, voir S4.
La ligne S4 fait partie du réseau de la S-Bahn Rhin-Main. Il relie Kronberg à Langen en passant par la gare centrale de Francfort-sur-le-Main.
Elle fut inaugurée 1978 et compte actuellement 22 stations pour une longueur de 33,5 km.

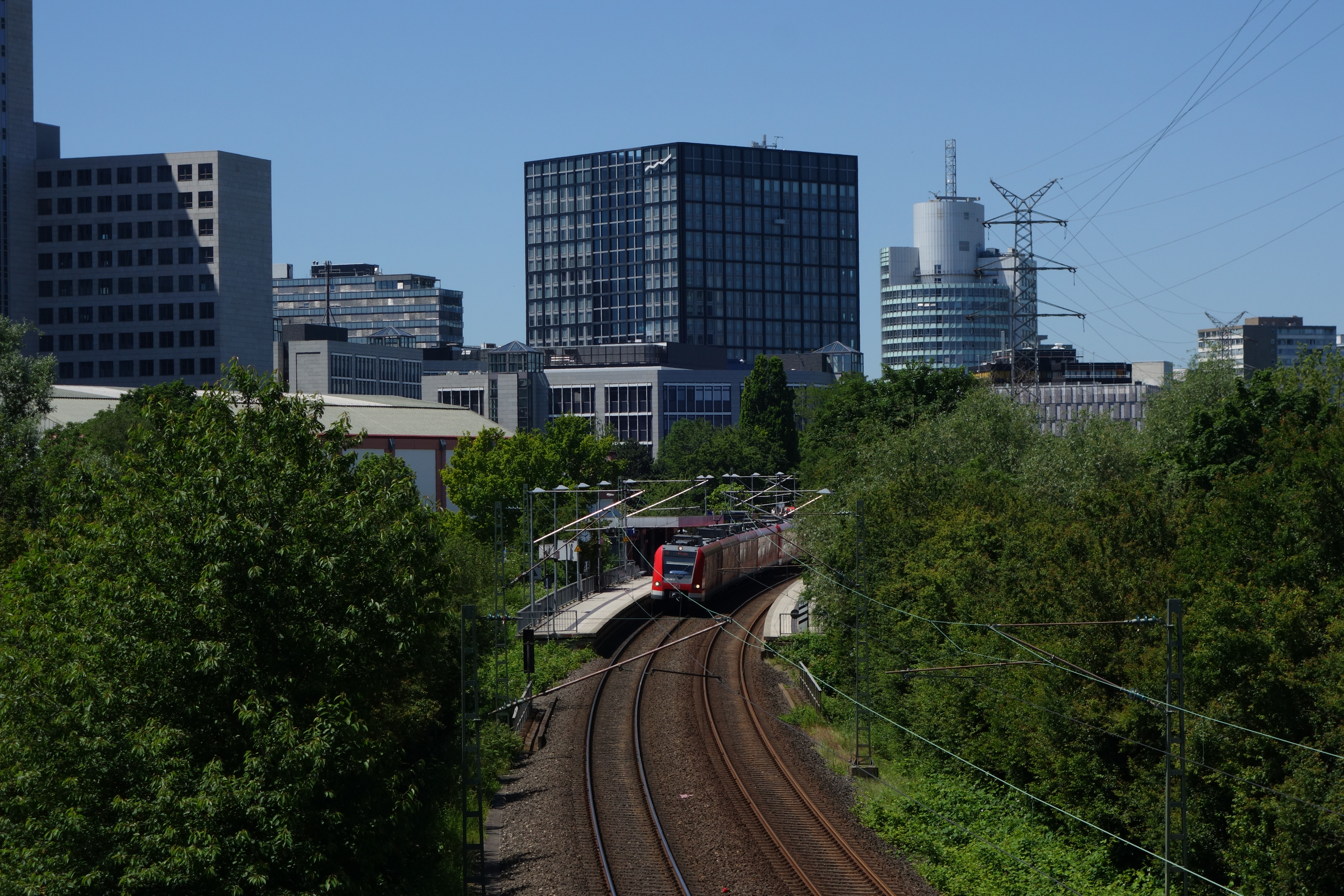
Gare d'Eschborn-Süd avec train de DBAG série 423 comme S4 en direction de Langen. (Au-dessus du nouveau bâtiment de la Deutsche Börse appelé The Cube)